# Jakow Lubarski

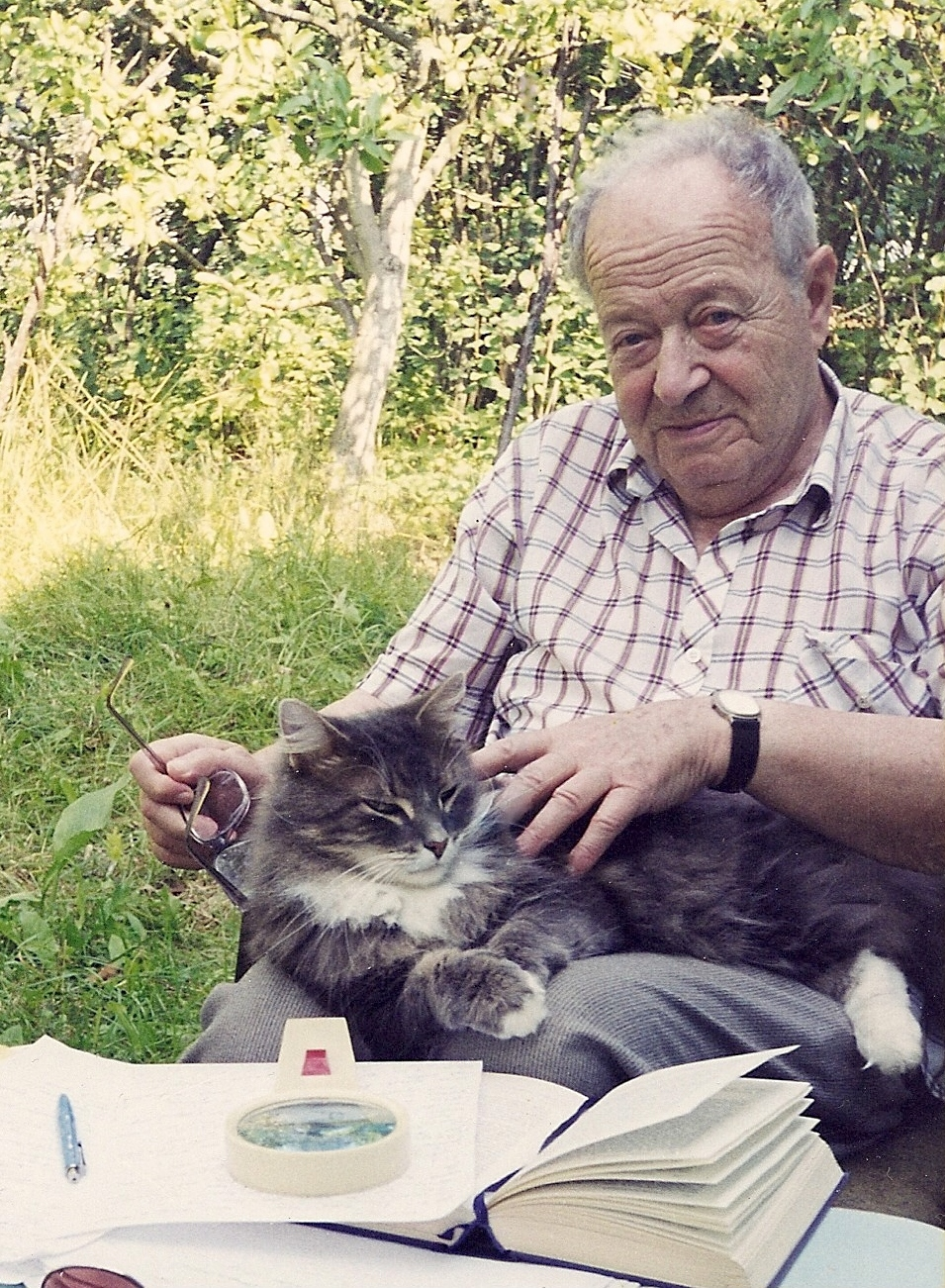
Jakow Lubarski w latach 90.

Jakow Nikołajewicz Lubarski (ros. Яков Николаевич Любарский, ur. 7 lipca 1929, zm. 30 listopada 2003) – rosyjski historyk, bizantynolog.

## Biogram
Urodził się w Kijowie. W dzieciństwie rodzina przeniosła się do Leningradu. Jego ojciec, kompozytor i dyrygent, pracował jako dyrektor muzyczny Teatru Bolszoj w Leningradzie. 
W 1951 ukończył filologię klasyczną na uniwersytecie w Leningradzie. W 1964 został kandydatem nauk historycznych na podstawie pracy o Aleksjadzie, Anny Komneny jako źródle historycznym. Jego promotorem był Aleksandr Każdan. Habilitacja w 1977 na Uniwersytecie Leningradzkim. 
Był tłumaczem wielu dzieł literatury bizantyńskiej m.in. Michała Psellosa, Anny Komneny. 